# Chlorophorus albopunctatus
Chlorophorus albopunctatus är en skalbaggsart som först beskrevs av Maurice Pic 1916.  Chlorophorus albopunctatus ingår i släktet Chlorophorus och familjen långhorningar. Inga underarter finns listade i Catalogue of Life.